# 레나 우르첸도프스키
레나 우르첸도프스키(Lena Urzendowsky, 2000년 2월 16일 ~ )는 독일의 배우이다.